# (15719) 1990 CF
(15719) 1990 CF là một tiểu hành tinh vành đai chính. Nó được phát hiện bởi Atsushi Sugie ở Dynic Astronomical Observatory Nhật Bản, ngày 1 tháng 2 năm 1990.